# Boeddhistische geschriften
Boeddhistische geschriften zijn de teksten uit de literaire traditie van de boeddhistische stromingen. De geschriften die nu nog bestaan, komen zowel uit levende tradities als theravada, mahayana en vajrayana, als dode tradities, voornamelijk vroege boeddhistische scholen die niet meer bestaan.
Sommige geschriften zijn volledig bewaard gebleven, andere slechts gedeeltelijk. Weer andere zijn volledig vergaan. De tradities hebben elk hun eigen geschriften. De Tripitaka neemt echter in alle tradities de voornaamste plaats in.
Een onderscheid dat wel gemaakt wordt is dat tussen canonieke geschriften en niet-canonieke geschriften.

## Geschriften van levende tradities

### Theravada

#### De Pali-canon
Het theravada is de enig overgeblevene van de achttien scholen van het oudste Indiase boeddhisme. De Tipitaka (drie korven) van deze school is overgeleverd in de Pali-canon die gevormd werd tussen 588 en 250 v.Chr. en bestaat uit:
- Suttapitaka, de overgeleverde uitspraken van de Boeddha
- Vinayapitaka, de leefregels voor de monniken van de sangha
- Abhidhammapitaka, de samenvatting van de oudste boeddhistische filosofie

De drie pitaka's zijn onderverdeeld in nikaya's, zoals bij de Sutta de Digha, Majjhima, Samyutta, Anguttara en de Khuddaka. Deze zijn weer opgebouwd uit een aantal verhalen, zoals in de Khuddaka de Jatakaverhalen over de vorige levens van de Boeddha.
De eerste twee pitaka's zouden al zijn gereciteerd tijdens de eerste boeddhistische concilie in 483 v.Chr., net na de dood van de Boeddha, maar in werkelijkheid zal de vorming eeuwen hebben geduurd, tot de derde boeddhistische concilie rond 250 v.Chr. 
Een niet-canonieke geschrift dat wel tot de Pali-canon wordt gerekend is de Milindapanha, de filosofische vragen van Milinda of Menander I aan Nagasena. Ook de Nettipakarana en de Petakopadesa worden gewoonlijk als niet-canoniek beschouwd.

#### Commentaren uit India en Sri Lanka
Er werden tussen 250 v.Chr. en 500 n.Chr. de nodige commentaren geschreven die bekend staan als Atthakatha, waar onder meer de Visuddhimagga van Buddhaghosa deel van uitmaakt.
De Dipavamsa en de Mahavamsa zijn de oudste geschiedenissen van Sri Lanka en bestaan deels uit mythische overleveringen.

### Mahayana
Het mahayana ontstond in India, en verspreidde zich in onder andere China, Tibet en Japan, waar een uitgebreide mahayana-literatuur ontstond.

#### Indiaasmahayana
Prajnaparamita betekent hoogste wijsheid, het inzicht in de leegte van alle verschijnselen:
- Hartsoetra
- Diamantsoetra

Vaipulya is een verzamelterm voor geschriften met een transcendentale inslag: de hoogste werkelijkheid overstijgt de zichtbare werkelijkheid:
- Lotussoetra
- Lankavatarasoetra
- Avatamsakasoetra

#### Chineesmahayana
Het Chinees boeddhisme ontwikkelde een aantal eigen scholen, aan de hand van verschillende mahayana-geschriften:
- De Chinese canon
- Nilakantha dharani

Chan is een Chinese school die de nadruk legt op intensieve meditatie. Volgens de legende is deze naar China gebracht door Bodhidharma. Uit deze school is onder meer de Podiumsoetra van Huineng afkomstig.

#### Japan
Japan nam verschillende Chinese scholen over. De in het westen bekendste zijn het Zuiver Land-boeddhisme en het Zen-boeddhisme, de Japanse variant van Chan. Een bekend werk uit die laatste school is Shobogenzo van Dogen.

### Tantrayana

#### Tibet
Het Tibetaans boeddhisme heeft een zeer uitgebreide literatuur, zowel van vertalingen als van originele teksten.
- Kangyur (de Tibetaans boeddhistische canon): Vertaling van het woord - de canonieke teksten (588 v.Chr. tot 200 n.Chr.).
- Tengyur (Adittionele leer): Het doorgegeven woord - door monniken in India (200 tot 1100 n.Chr).

Tibet kent een eigen literatuur, waarvan een gedeelte populair is geworden in het westen:
- Tibetaans dodenboek

## Geschriften van dode tradities
Gedeeltes van de geschriften van de uitgestorven vroege boeddhistische scholen bestaan nog steeds:
- Geschriften van de Mulasarvastavadins
- Geschriften van de Dharmaguptikas
- Geschriften van de Mahasanghikas
- Geschriften van de Vinayamatrka
- Geschriften van de Sarvastivadins
- Geschriften van de Mahisasakas

## Gebeden
In de Chinese mahayana-traditie zijn er onder andere de volgende gebeden/mantra's: 
- Achufoxinzhou
- Baiyishenzhou
- Borewujinzangtuoluoni
- Diamantsoetra
- Gongdebaoshanshenzhou
- Hartsoetra
- Nilakantha dharani
- Om mani padme hum
- Shurangamamantra
- Tien Kleine Mantra's
- Wangshengzhou
- Xifaputixin
- Yanmingshiju Guanyinjing
- Zhuntizhou
- Zunshenzhou